# Systyg-Chem
Der Systyg-Chem (russisch Сыстыг-Хем) ist ein rechter Nebenfluss des Großen Jenissei in der zentralasiatischen Republik Tuwa in Russland.
Der Systyg-Chem entspringt an der Südflanke des östlichen Westsajan nahe der Grenze zur Region Krasnojarsk. Er fließt anfangs in südlicher Richtung, später in südöstlicher Richtung aus dem Bergland hinab in das Todscha-Becken, wo er in den nach Westen strömenden Großen Jenissei mündet. 
Der Systyg-Chem hat eine Länge von 138 km. Sein Einzugsgebiet umfasst 4440 km².
Der mittlere Abfluss 7,5 km oberhalb der Mündung beträgt 60,5 m³/s.
Die größten Abflüsse weist der Systyg-Chem während der Schneeschmelze in den Monaten Mai und Juni auf.